# Lijst van burgemeesters van Maarssen
Dit is een lijst van de burgemeesters van de voormalige Nederlandse gemeente Maarssen in de provincie Utrecht die op 1 januari 2011 samen met de toenmalige gemeenten Breukelen en Loenen werd samengevoegd tot de nieuwe gemeente Stichtse Vecht.
| Ambtsperiode              | Naam burgemeester                                                    | Partij of stroming | Bijzonderheden                                                                           |
| ------------------------- | -------------------------------------------------------------------- | ------------------ | ---------------------------------------------------------------------------------------- |
| 1813 - 1829               | Theordorus van der Vliet                                             |                    |                                                                                          |
| 1829 - 1856               | Johannes Gerardus Dolmans                                            |                    | In (een deel van) dezelfde periode tevens burgemeester van Maarssenbroek en Maarsseveen. |
| 1856 - 1868               | Joan Huydecoper van Maarsseveen                                      |                    | In (een deel van) dezelfde periode tevens burgemeester van Maarssenbroek en Maarsseveen. |
| 1868 - 1871               | Jhr. Diederik Jan Antonie Albertus van Lawick van Pabst van Nijevelt | liberaal           | In dezelfde periode tevens burgemeester van Maarsseveen.                                 |
| 1871 - 1903               | Jan Carel Strick van Linschoten                                      |                    | In dezelfde periode tevens burgemeester van Maarsseveen.                                 |
| 1903 - 1922               | Sebastiaan Ignatius Cambier van Nooten (1852-1930)                   |                    | In dezelfde periode tevens burgemeester van Maarsseveen.                                 |
| 1922 - 1939               | Marius Hendrikus Eggink                                              |                    | In dezelfde periode tevens burgemeester van Maarsseveen.                                 |
| 1939 - 1948               | J. van Haselen                                                       | CHU                | In dezelfde periode tevens burgemeester van Maarsseveen.                                 |
| 1948 - 1967               | Hendrik Jan de Ruiter                                                |                    | tevens burgemeester van Maarsseveen tot fusie met Maarssen in 1949                       |
| 1967 - 1985               | Quinten Waverijn                                                     | CHU / CDA          |                                                                                          |
| 1985 - 1990               | Edumond Marie d'Hondt                                                | PvdA               |                                                                                          |
| 1990 - 1998               | Oege Feitsma                                                         | PvdA               |                                                                                          |
| 1998 - 2002               | Koos Schouwenaar                                                     | VVD                |                                                                                          |
| 2002 - 2003               | Ger Mik                                                              | PvdA               | Waarnemend                                                                               |
| 2003 - 2007               | Hans van der Sluijs                                                  | VVD                |                                                                                          |
| 2007 - 2008               | Jan Broekhuis                                                        | VVD                | Waarnemend                                                                               |
| sept. 2008 – 31 dec. 2010 | Mirjam van 't Veld                                                   | CDA                | [ 1 ]                                                                                    |